# Palazzo dell'Arengo
Pour l’article homonyme, voir Palazzo dell'Arengo (Ascoli Piceno).
Le Palazzo dell'Arengo (anciennement Palatium comunis) est un bâtiment majestueux de style romano-gothique de Rimini, situé sur la Piazza Cavour, à côté du palais du Podestat.

## Histoire et description
Surmonté de remparts, le conseil du peuple de Rimini se réunissait ici à la fin du Moyen Âge. La loggia du palais a été érigée par la volonté du podestat de Rimini, Mario de Caronesi, en 1204, comme mentionné dans une épigraphe sur l'un des piliers de la loggia elle-même. A l'étage, des fresques de l'école de Rimini de 1300. Il a été restauré plusieurs fois, en 1562, en 1672 et dans la période 1919-1923. La tradition veut que dans la loggia au niveau de la rue - un endroit où les notaires tenaient un banc et la justice était administrée publiquement - se trouvait le gros rocher, appelé lapis magnum, sur lequel les débiteurs insolvables étaient condamnés à battre leurs fesses nues trois fois, prononçant à haute voix la formule cedo bonis. 
La grande loggia au rez-de-chaussée est posée sur de puissantes colonnades qui soutiennent des arcs en ogive ; au premier étage il y a une grande salle dotée de fenêtres à meneaux. Le bâtiment est également équipé d'un campanile, utilisé à l'origine comme lieu de détention.

## Autres images

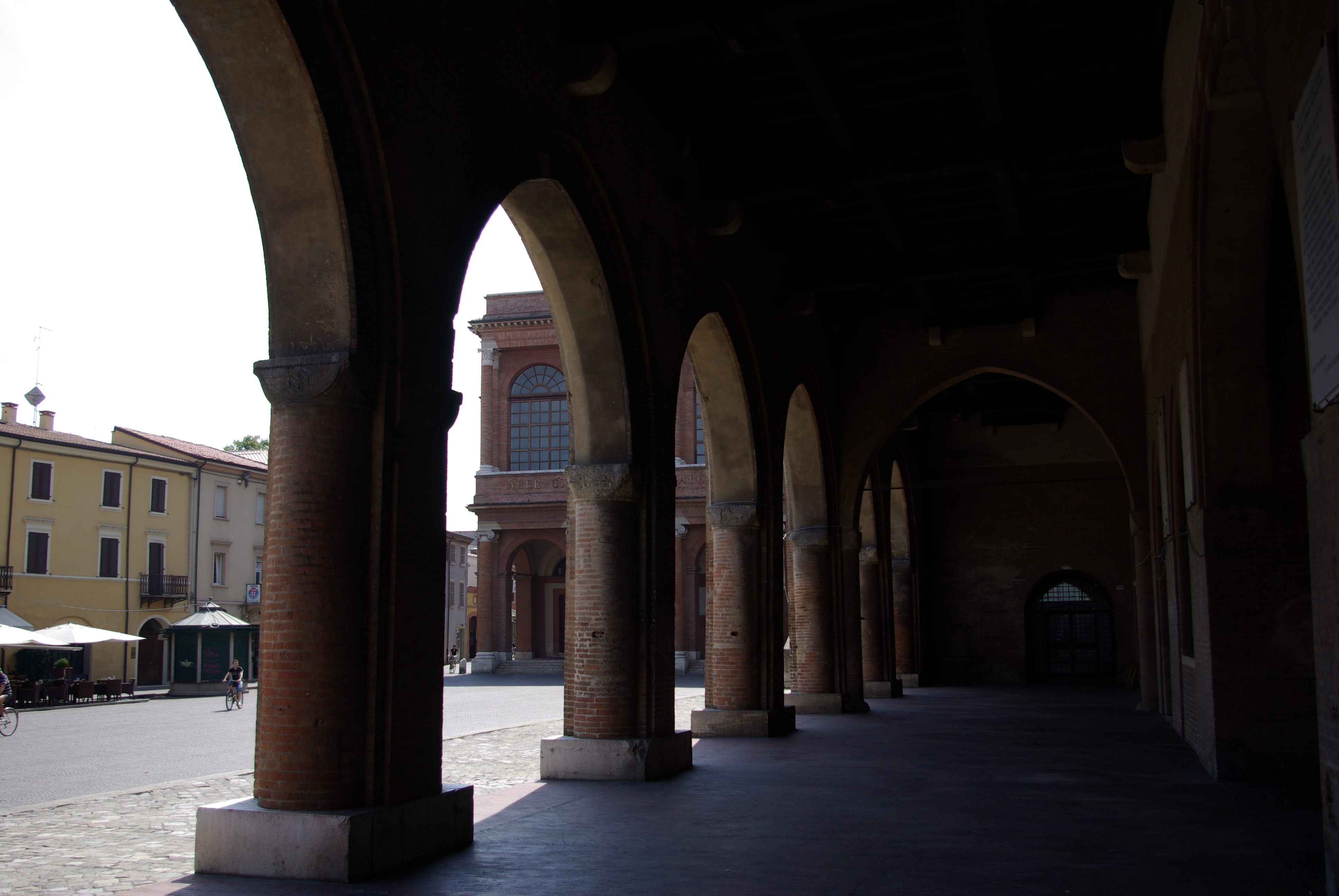
Les arcades
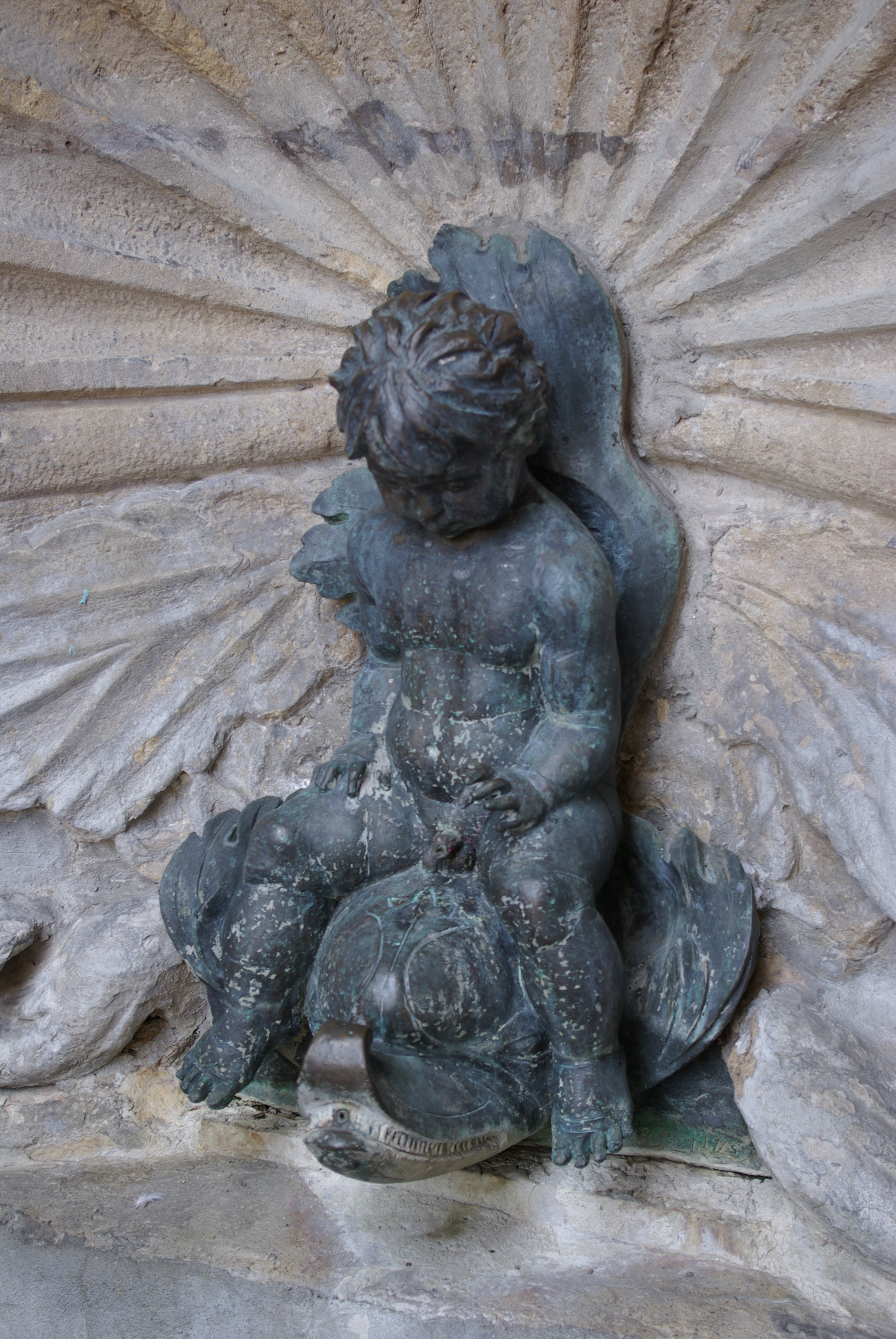
Détail du chérubin